# Liverpool FC 2004/2005
Liverpool FC deltog säsongen 2004/2005 i Premier League, UEFA Champions League, FA-cupen och Engelska ligacupen. Manager var Rafael Benítez och lagkapten Steven Gerrard. Säsongen 2004/2005 såg Liverpool kvala in till två cupfinaler. Den första var ligacupfinalen som förlorades med 3-2 efter förlängning mot Chelsea. Under våren slog Liverpool dock ut bland annat Juventus och fick revansch på Chelsea i semifinalen i Champions League, vilket tog Liverpool till en final mot Milan. Efter underläge med 3-0 i halvtid gjorde Liverpool tre snabba mål genom Steven Gerrard, Vladimír Šmicer och Xabi Alonso, vilket tog matchen till förlängning och sedermera straffar efter en sen dubbelräddning av målvakten Jerzy Dudek på Milananfallaren Andrij Sjevtjenkos närskott. Straffläggningen vann Liverpool med 3-2, efter att Sjevtjenko missat Milans sista straff, då han ännu en gång sköt rakt på Dudek. Därmed blev Liverpool första engelska klubb att vinna mästarcupen fem gånger.
Ligasäsongen var mindre lyckosam, där laget slutade femma i tabellen efter ett framförallt svagt bortaspel. Detta ledde till att för att försvara sin Champions League-titel var klubben tvungen att söka dispens från UEFA, något man sedermera också fick.

## Turneringar
| Turnering          | Artikel | Utfall       |
| ------------------ | ------- | ------------ |
| Premier League     | *       | 5:a          |
| Champions League   | *       | Vinnare      |
| FA-cupen           | *       | 3:e omgången |
| Engelska ligacupen | *       | Final        |

## Spelartrupp

### Målvakter
- Scott Carson
- Jerzy Dudek
- Chris Kirkland

### Backar
- Jamie Carragher
- Steve Finnan
- Stéphane Henchoz
- Sami Hyypiä
- Josemi
- Mauricio Pellegrino
- John Arne Riise
- Djimi Traoré
- Stephen Warnock

### Mittfältare
- Xabi Alonso
- Igor Bišćan
- Salif Diao
- Luis García
- Steven Gerrard
- Dietmar Hamann
- Harry Kewell
- Antonio Núñez
- Vladimír Šmicer

### Anfallare
- Milan Baroš
- Djibril Cissé
- Anthony Le Tallec
- Neil Mellor
- Fernando Morientes
- Florent Sinama-Pongolle